# To Rococo Rot
To Rococo Rot fue un trío musical alemán procedente de Berlín combina elementos electrónicos y acústicos para crear música instrumental electrónica y Post-Rock. 

## Historia
El grupo está formado por el bajista Stefan Schneider (antiguo miembro del grupo dusseldorfiense Kreidler y por los hermanos Robert (guitarra, electrónica) y Ronald Lippock (batería, efectos). Ronald Lippok ha sido elogiado previamente por su trabajo en Tarwater. El nombre de la banda es un palíndromo, es decir, puede leerse la misma frase empezando tanto por la primera letra como por la última.
El primer álbum del grupo, To Rococo Rot, se lanzó en 1996 como un disco sin título. Posteriormente se reeditó como un CD de la discográfica Kitty-Yo. Al año siguiente apareció Veiculo, lanzado por la discográfica alemana independiente City Slang y más comercializado que sus anteriores trabajos. Tras cambiarse a Mute Records, el grupo lanzó The Amateur View en 1999 y Music is a Hungry Ghost en 2001, seguido del éxito de la crítica Hotel Morgen en 2004. Speculation salió al mercado en marzo de 2010 y su último álbum, Instrument, lo hizo en julio de 2014.

## Integrantes

### Exintegrantes
- Robert Lippok - guitarra, programación (1995 - 2014)
- Ronald Lippok - batería (1995 - 2014)
- Stefan Schneider - bajo (1995 - 2014)

## Discografía

### Álbumes de estudio
- 1996: "To Rococo Rot" (Kitty-Yo)
- 1997: "Veiculo" (City Slang)
- 1999: "The Amateur View" (City Slang)
- 2001: "Music Is a Hungry Ghost" (City Slang)
- 2004: "Hotel Morgen" (Domino Recording Company)
- 2010: "Speculation" (Domino Recording Company)
- 2014: "Instrument" (City Slang)

### EPs
- 1996: "Lips" (City Slang)
- 1998: "Paris 25" (City Slang)
- 1998: "TRRD" (Soul Static Sound)
- 2001: "Pantone" (City Slang)
- 2004: "Cosimo" (Domino Recording Company)
- 2007: "Abc 123" (Domino Recording Company)
- 2010: "Forwardness Fridays EP" (Domino Recording Company)

### Recopilaciones
- 2000: "Lume Lume" (con Alexander Bălănescu, Isabella Bordoni, Rupert Huber, Sergio Messina y Siegfried Ganhör) (Staubgold)
- 2001: "Kölner Brett" (recopilatorio de un lugar llamado "Kölner Brett" que es nombrado de un edificio de Colonia para el que se le pidió a To Rococo Rot que proporcionara una "traducción musical") (Staubgold)
- 2006: "Taken from Vinyl" (recopilatorio de 12 sencillos anteriormente solo en vinilo, la versión de CD mejorada y versionada, incluye un video del sencillo "Telema") (Staubgold)
- 2007: "ABC One Two Three" (recopilación de un encargo relacionado con el 50 aniversario de la tipografía Helvética) (Domino Recording Company)
- 2012: "Rocket Road 1997-2001" (recopilación de 3 álbumes que incluye los álbumes de estudio "Veiculo", "The Amateur View" y "Music Is A Hungry Ghost" más mezclas de los artistas: Four Tet, Daniel Miller, Gareth Jones y Mira Calix) (City Slang)
- 2022: "The John Peel Sessions" (recopilación de las tres sesiones de John Peel inéditas de la banda, grabadas entre 1997 y 1999) (Bureau B)

- Datos: Q824388